# Venera-programmet
Venera-programmet (fra russisk: Вене́ра, '[Ve-nje-ra]') var en fællesnævner for de sovjetiske venussonder. Venera betyder Venus på russisk og sonder, der ikke nåede ud i rummet, er her benævnt "Venera-1961A", "Venera-1961B" osv. Venussonder, der ikke forlod jordkredsløbet blev kaldt "Kosmos 96" osv.
På grund af Jordens og Venus' indbyrdes positioner rundt om Solen, kan det kun betale sig at flyve til Venus hver 19. måned. Den mest brændstoføkonomiske rute er Type II, hvor venussonden udfører et halvt kredsløb om Solen, fra Jorden til Venus. Type I udfører kun et tredjedel kredsløb, er hurtigere, men kræver mere brændstof. Da Sovjetunionen havde problemer med at få elektronikken til at virke i mange måneder, ofrede de nogle instrumenter og valgte Type I-banen.

## Opsendt medR-7 Semjorka-raketter
- 643 kg sonde, der kan flyde på et venusiansk hav.
  - Venera-1961A, 4. februar 1961 (Sputnik 7).
  - Venera 1, 12. februar 1961 — mistet kontakten efter 15 dage.
- 963 kg fotografisk forbiflyvning:
  - Venera-1962A, 25. august 1962 (Sputnik 19).
  - Venera-1962B, 1. september 1962 (Sputnik 20).
  - Venera-1962C, 12. september 1962 (Sputnik 21).
  - Kosmos 21, 11. november 1963
  - Venera 2, 12. november 1965 – kontakt mistet før Venus.
- 495 kg atmosfærekapsler:
  - Venera 3, 16. november 1965 — mistet kontakten kort før Venus.
  - Kosmos 96, 23. november 1965.
  - Venera 4, 12. juni 1967 — 94 min. data.
  - Kosmos 167, 17. juni 1967.
  - Venera 5, 5. januar 1969 — 53 min. data.
  - Venera 6, 10. januar 1969 — 51 min. data.
  - Venera 7, 17. august 1970 — 23 min. data fra overfladen.
  - Kosmos 359, 22. august 1970.
  - Venera 8, 27. marts 1972 — 50 min. data fra overfladen.
  - Kosmos 482, 31. marts 1972.

## Opsendt medProtonraketter
- 1.600 kg lander:
  - Venera 9, 8. juni 1975 — første venuskredser, første overfladebilleder, 53 min. overfladedata.
  - Venera 10, 14. juni 1975 — anden venuskredser, 65 min. overfladedata.
  - Venera 11, 9. september 1978 — 95 min. overfladedata, manglende billeder.
  - Venera 12, 14. september 1978 — 110 min. overfladedata, manglende billeder.
  - Venera 13, 30. oktober 1981 — 127 min. overfladedata.
  - Venera 14, 4. november 1981 — 57 min. overfladedata.
  - Venera-Galeja 1 (VeGa 1), 15. december 1984 — med ballon, 56 timers ballondata.
  - Venera-Galeja 2 (VeGa 2), 21. december 1984 — med ballon, 57 min. overfladedata, 46½ timers ballondata.
- Radarkortlægningskredser:
  - Venera 15, 2. juni 1983 — succes.
  - Venera 16, 7. juni 1983 — succes.